# La Vierge au long cou
La Vierge au long cou (en italien : Madonna dal collo lungo) est une peinture à huile sur bois, attribuée à Parmigianino, conservée à la galerie des Offices à Florence. Le tableau est considéré comme une des peintures les plus importantes et représentatives du maniérisme italien, inspirée par une esthétique anticlassique et riche en allusions et transpositions symboliques.
La peinture est populairement appelée « Vierge au long cou », car « le peintre, dans son désir de rendre la sainte Vierge gracieuse et élégante, lui a donné un cou comme celui d'un cygne. »

## Histoire
L’œuvre a été commandée par Elena Baiardi Tagliaferri pour sa chapelle dans l’église Santa Maria dei Servi de Parme par un contrat daté du 23 décembre 1534. Elena est la sœur du cavalier Francesco Baiardo, ami et mécène de Parmigianino, acheteur de son atelier à la mort de l’artiste et possesseur de Cupidon fabriquant son arc.
Par contrat, l’artiste s’était engagé, pour une somme de trente trois écus versés d’avance, à réaliser le tableau en cinq mois, avant la Pentecôte de 1535, sous peine de pénalités garanties par hypothèque de sa maison. Néanmoins, le delai fut dépassé et l’œuvre laissée inachevée à cause du départ de l’artiste pour Casalmaggiore, en 1540, où il mourut, laissant le tableau dans son atelier. Le cavalier Baiardi, prit possession de l’atelier de l’artiste dans lequel il inventoria 22 tableaux et 495 dessins.

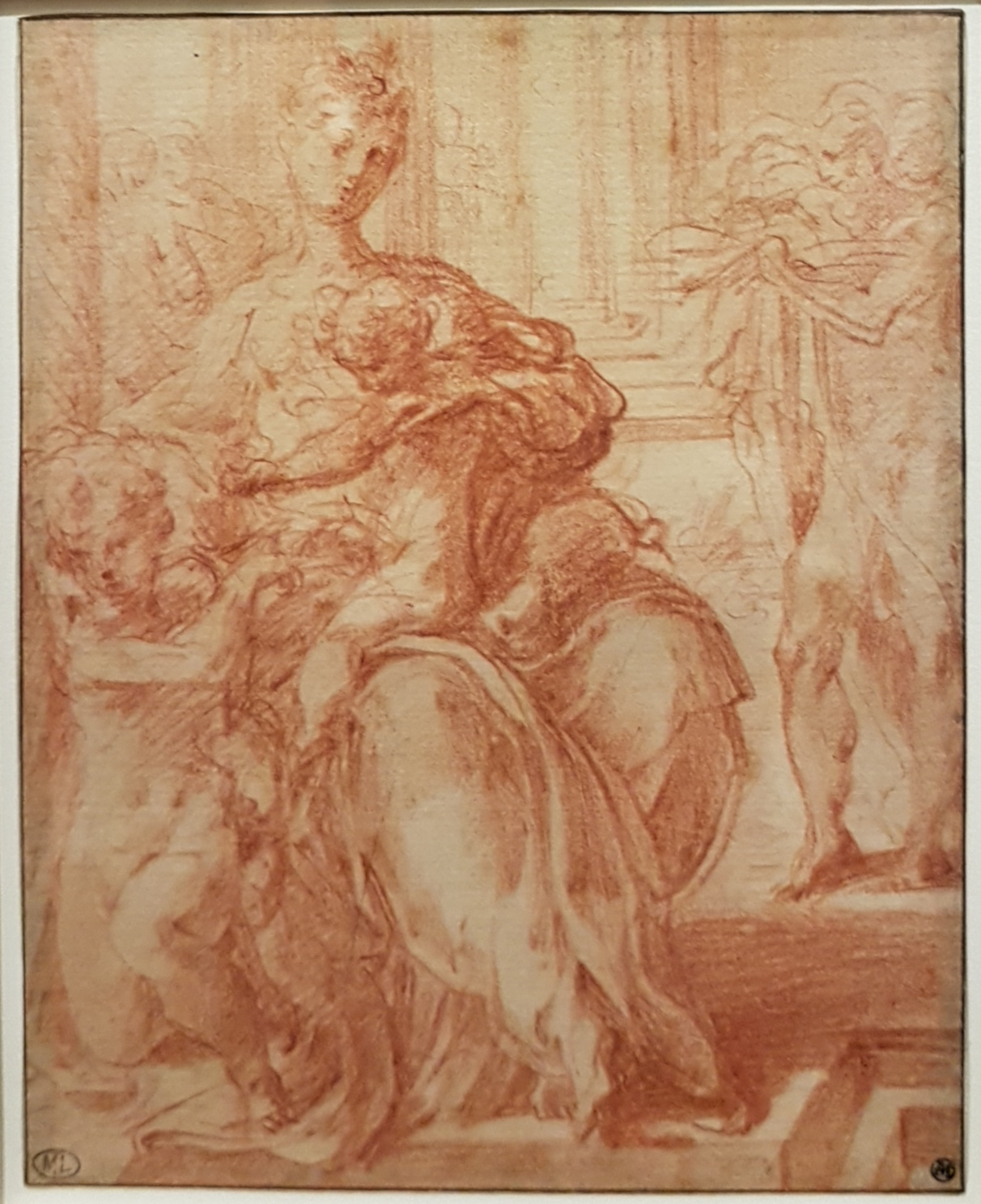
La Vierge et l'Enfant avec le petit saint Jean et saint Jérôme, dessin préparatoire pour La Vierge au long cou (Louvre).

Une cinquantaine de dessins conservés témoignent du long travail préparatoire du Parmesan ; dans un dessin conservé au Louvre, le peintre a ainsi représenté un temple qui, dans le tableau final, sera représenté par un simple fût de colonne.
Après quelques années, le tableau fut enfin déposé dans la chapelle en 1542, date indiquée sur une stèle aujourd’hui disparue.
À l’occasion de la consécration du retable un texte a été ajoutée sur le gradin de droite (FATO PRAEVENTUS F. MAZZOLI PARMENSIS ABSOLVERE NEQUIVIT) afin de justifier son état inachevé dû à un cas de force majeure.
Giorgio Vasari, en 1550, fit allusion au tableau sans s’attarder, tandis que dans la description du diocèse de Parme de 1564, Dalla Torre définit l’œuvre non perfectam (inachevée), mais néanmoins estimée mirae pulchritudinis et excellentiae.
Vasari en parle encore dans l’édition de Le Vite de 1568.
En 1671, Barri la note encore parmi les œuvres de l’église de Parme.
En 1674 le cardinal Léopold de Médicis, par l’intermédiaire de son émissaire Annibale Ranuzzi, traite sans succès l’achat du tableau et ce n’est qu’en 1698 que Ferdinand III de Médicis réussit à acquérir le tableau et le fit transporter à Florence.
En 1799, à la suite des prélèvements napoléoniens, le tableau est emmené à Paris où il demeure jusqu’en 1815.
Le tableau est exposé aux Offices depuis 1948.
Il existe divers dessins préparatoires dont les principaux sont situés :
- au Ashmolean Museum d’Oxford ;
- à la Gallerie dell’Accademia de Venise (n. 378 r e v) ;
- au département des Arts graphiques du musée du Louvre[10] ;
- au British Museum de Londres (n. 1978-3-4-6).

## Description et style

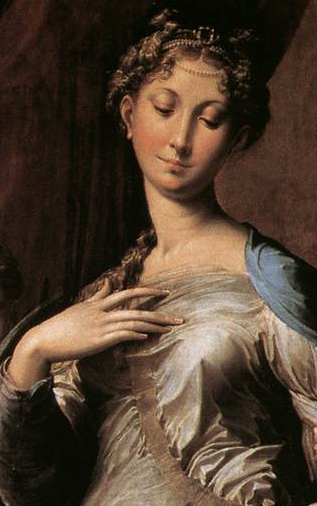
Le buste de la Vierge.

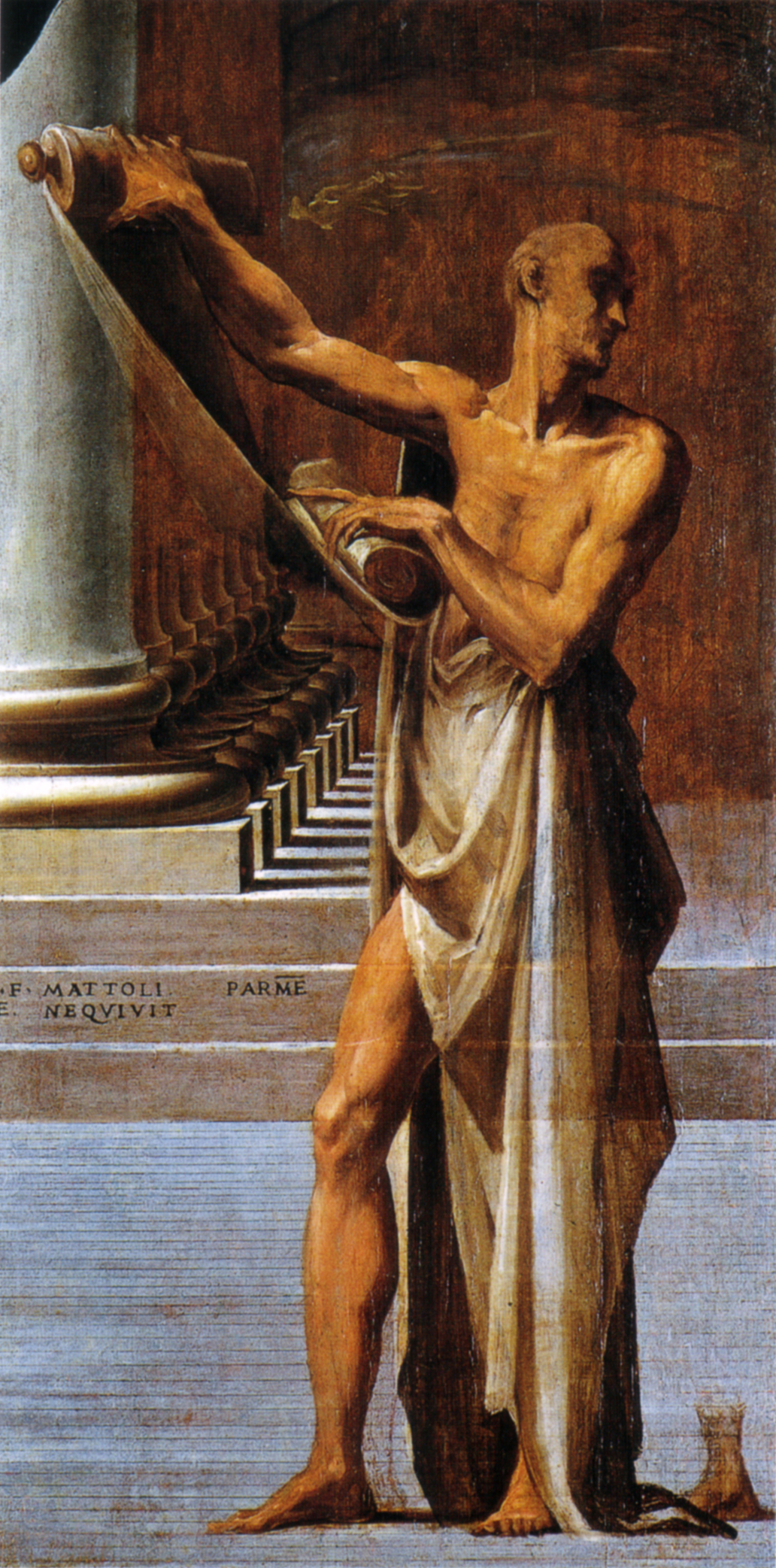
Saint Jérôme.

La peinture effectuée sur un panneau de bois de 60 × 73 cm, représente la Vierge richement vêtue, assise sur un haut piédestal, tenant l’Enfant Jésus sur ses genoux.
À sa droite à côté de la Vierge se trouvent six anges adorant le Christ. Le visage de l’ange au fond à droite (du point de vue du spectateur) reste inachevé. L’ange situé au milieu de la rangée du bas se penche sur le vase tenu par l’ange à sa droite.
Avant la restauration de l’œuvre, cet ange regardait l’Enfant Jésus. Les modifications apportées pendant la restauration sont susceptibles d’avoir modifié ou conforté la peinture originale, laquelle été modifiée au cours de son histoire.
Sur la droite (du point de vue du spectateur) de la Vierge se déroule une scène énigmatique, avec une colonne de marbre et la frêle figure de saint Jérôme dont la représentation a été requise par le commanditaire en raison de la connexion du saint avec l’adoration de la Vierge Marie.
Parmigianino rompt avec les canons artistiques de la Renaissance. En effet au lieu de distribuer ses personnages symétriquement et par paires égales des deux côtés de la vierge, il rompt avec la tradition et remplit de manière peu orthodoxe l’espace, privilégiant la disproportion, avec d’un côté les grands anges agglutinés et de l’autre l’unique silhouette longiligne du Prophète, dont la petite taille atteint à peine le genou de la Vierge.
Il a probablement voulu montrer que la solution classique de parfaite harmonie n’est pas la seule solution envisageable, cherchant délibérément à créer quelque chose de nouveau et inattendu, même au détriment des canons de la beauté « naturelle », mise en place par les grands maîtres de la Renaissance.
En cela Parmigianino fait probablement partie des premiers artistes « modernes ».
Parmigianino a ainsi construit ses propres concepts artistiques, créant la typique figura serpentinata maniériste. L’Enfant possède un volume important pour un bébé et sa position est instable sur les genoux de Marie comme s’il allait tomber à tout moment. La Vierge a des proportions humaines, sa taille fait deux fois environ celles des anges à sa droite et son pied droit repose sur les coussins qui semblent être épais de seulement quelques centimètres, elle place son pied de telle sorte qu’il semble être de « notre » côté de la toile.
Ses mains minces et ses longs doigts ont également conduit le scientifique médical italien Vito Franco de l’université de Palerme à diagnostiquer que le modèle du Parmigianino avait probablement une maladie génétique affectant son tissu conjonctif : le syndrome de Marfan,. Cette hypothèse semble toutefois contestable, au vu des nombreux autres modèles du Parmigianino qui ont pour la plupart mains et doigts longs.

## Postérité
Le tableau fait partie du musée imaginaire de l'historien français Paul Veyne, qui le décrit dans son ouvrage justement intitulé Mon musée imaginaire.